# 포커 100
포커 100(Fokker 100)은 네덜란드의 항공기 제작사인 포커에서 만든 중형, 쌍발, 터보팬 제트 여객기이다. 1996년 파산 이전에 회사가 만든 가장 큰 항공기이다. 1980년대 후반 처음 도입시 저비용 고효율에 경쟁비행기까지 없어 베스트셀러로까지 등극하게 된다. 하지만 개량된 보잉 737이나 A319가 나오면서 수익이 저조해지기 시작했고 포커 사는 파산에 이른다. 1997년 생산중단까지 283대가 인도되었으며 2012년 7월, 156대의 포커 100이 30개 항공사에서 현역으로 사용되고 있다.

## 디자인과 개발
포커 100은 1983년 디자인이 완료됐으며 포커사의 유명한 F-28을 대체하기 위해 개발되었다. 포커 28과 100의 대부분의 부품이 다름에도 불구하고 포커 F100은 미국 연방 항공국에 포커28-0100으로 정식 등록되었다. 눈에 띄는 차이점은 승객 탑승인원이 F100이 65인승 F28에서 65% 증가한 107인승이 된 것이며 원래 이코노미석만 있던 전 모델과는 다르게 비즈니스석이 추가됐다는 것이다. 포커 사는 또한 F100을 위한 날개를 새로 디자인했는데 이는 전모델보다 항력이 30% 증가했다고 포커 사는 밝혔다. 엔진은 롤스로이스 Tay엔진으로 교체됐으며 조종석은 전 모델보다 현저히 자동화됐다. 포커 100의 특이점은 DC-9 계열의 항공기처럼 T형 꼬리날개가 달린 것과 조종실의 내닫이창이 없는 것으로 이는 F28에서부터 이어온 특이점이다.
2개의 모델이 처음으로 만들어졌는데 하나는 등록번호 PH-MKH이며 1986년 11월 30일 첫비행에 성공했고 이어 2번째 비행기인 등록번호 PH-MKC가 이어 1987년 2월 25일 첫 비행에 성공했다. 1987년 11월 항공기등록서가 나왔으며 첫 배달은 1988년 스위스항공으로였으며 엔진은 TAY620-15이었다. 주요 수요항공사는 미국 아메리칸 항공이 75대를 주문했으며, 브라질의 LATAM 브라질 50대를 주문했으며 미국의 US 에어도 40대를 주문했다. 이들은 스위스항공에 장착된 엔진보다 더 강력한TAY650-15을 장착했다.
1991년엔 이미 70대에 항공기가 만들어졌으며 230대의 주문을 받아놓은 상태였다. 1993년에는 항속거리를 증가한 모델이 1994년엔 승객용에서 화물기로 변환이 가능한 QC모델이 나왔는데 이를 F100QC라고 부른다. 1993년에는 또한 F28에 더 비슷한 모델인 F70이 나온다. F70은 F100에서 4.7m를 제거함으로써 80인승이 되었다. 포커 사는 또한 130인승형인 F130도 개발을 했으나 실제로 만들지는 못했다. 다만 F100을 전용기로 교체한 F100EJ가 2003년 나타나게 된다.

## 포커사의 부도
F100은 시장에서 성공하게 되지만 잘못된 관리로 엄청난 손해를 입게 된다, 나중에는 포커사의 자회사인 다임러벤츠 항공회사는 포커 사를 파산시키게 된다. 포커사는 1996년 망하게 되며 이는 1997년 모든 생산을 중단하게 된다. 캐나다의 봄바디어가 인수하자는 말도 있었으나 실현되진 않는다. 이후 1999년 네덜란드 암스테르담에 본사를 둔 Rekkof Restart 사가(Rekkof는 포커를 반대로 쓴 단어이다) 포커 70과 100의 생산라인을 인수하려 했으나 이도 실패하게 된다. 현재는 Stork NV라는 회사의 자회사인 Fokker Aviation이 정비와 부품생산을 맡고 있다.
포커 100과 70의 디자인은 나중에 캐나다의 봄바디어와 브라질의 엠브라에르의 100인승 항공기의 중요한 모태가 되며 페어차일드 도르니에의 현실되지 못한 728JET/928JET, ATR의 무명항공기 개발에 모태가 되기도 한다.

## 삼성의 포커 인수 시도
1996년 삼성항공은 네덜란드 포커사를 인수하려고 하였다. 한국은 2000년까지 중국과 합작해서 100인승 여객기를 만들려고 했다. 그러나 한중 중형항공기협상이 결렬되었다. 포커사의 포커 100은 100인승 여객기로서, 이 회사를 인수하면, 단번에 100인승 여객기 설계 및 제작기술을 습득하고 완제품도 시판할 수 있게 되는 것이었는데, 무산되었다. 2010년 현재 한국은 동북아 6개국 중에서 북한과 함께 아직도 100인승 여객기를 개발하지 못한 나라다. 미국, 중국, 일본, 러시아는 모두 100인승 여객기를 개발해 시판중이다.

## 사건 및 사고
- 벡 에어 2100편 추락 사고

## 개발경쟁
일본, 중국, 러시아, 브라질, 캐나다에서 자체개발한 국산 중거리용 여객기를 세계 시장에 선보이고 있다. 한국도 90인승 여객기를 독자개발하려고 한다. 점보여객기 중에서 가장 작은 체급이라서, 모두들 이 기종부터 도전하고 있다. 원래 한국은 2000년까지 90인승 여객기를 중국과 합작해서 개발하겠다고 언론에 보도되었는데, 중도에 취소되었고, 2010년 현재 중국은 90인승 여객기를 독자개발했으나, 한국은 아직 개발계획조차 확정되지 않은 상태에 있다. 중소형 여객기의 수요는 앞으로 20년 동안 전 세계에서 4천대 정도로 예상되고 있다. 대당 200억원으로 계산하면 20년간 80조원의 수요가 예상된다.
- 미국 - 보잉 737 3200만 달러
- 유럽 - 에어버스 A320 5600만 달러
- 일본 - 미쓰비시 MRJ
- 중국 - 코멕 ARJ21, 2000만 달러
- 러시아 - 수호이 슈퍼제트 100
- 브라질 - 엠브라이르 E-Jets
- 캐나다 - 봄바디어 CRJ700 3900만 달러
- 네덜란드 - 포커 100

## 제원도

### 일반 특징
Fokker 100 Tay 650 기종
- 승무원: 기장, 부기장 2~3명의 승무원
- 탑승인원: 97~122명, 대부분 107명
- 길이: 35.53 m (116 ft 6 in)
- 너비: 28.08 m (92 ft 1 in)
- 높이: 8.5 m (27 ft 10 in)
- 동체너비: 3.30 m (10 ft 10 in)
- 운항자중: 24,541 kg (54,104 lb)
- 최대 운항 무게: 45,810 kg (100,990 lb)
- 적재량: 11,993 kg (26,440 lb)
- 엔진: 2× Rolls-Royce Tay Mk. 650-15 or Tay 620 터보팬, 67.2 kN (15,100 lbf) 각각
- 출력: 엔진 1개당 67.2 kN (15,100 lbf)

### 성능
- 최대속도: 마하 0.77 (845 km/h, 525 mph, 456 kts)
- 순항속도: 마하 0.73 (755 km/h, 466 mph)
- 항속거리: 3,170 km (1,710 nm, 1,970 mi)
- 실용상승한도: 35,000 ft (11,000 m)

## 같이 보기
- 포커 70
- 에어버스 A220
- 에어버스 A318
- 브리티시 에어로스페이스 146
- 보잉 717
- 봄바디어 CRJ700 시리즈
- 엠브라에르 E-Jets
- 수호이 슈퍼제트 100